# Альтбах (река)
Альтбах (люкс. Albaach, люкс. Gander, фр. Gander) — река в Люксембурге и во французском департаменте Мозель, левый приток Мозеля. Длина реки составляет 20,1 км. Площадь водосборного бассейна Альтбаха равна 42,76 км²
Исток реки находится в деревне Хелланж коммуны Фризанж, в южном Люксембурге. Основное направление течения — на юго-восток. От Альтвайса до Эмеранжа по Альтбаху проходит французско-люксембургская граница, от Эмеранжа до впадения в От-Конце в Мозель протекает по территории Франции. Самый крупный город на Альтбахе — люксембургский Мондорф-ле-Бен, разделённый Альтбахом и границей с французским Мондорфом.